# Дональдсон, Джон
Джон Стенли Дональдсон (англ. John Stanley Donaldson; 31 марта 1936, Тринидад и Тобаго, Британская Вест-Индия — 19 марта 2013, Порт-оф-Спейн, Тринидад и Тобаго) — государственный деятель Тринидада и Тобаго, министр иностранных дел (1976—1981).

## Биография
Был сыном министра образования Джона Шелфорда Дональдсона. Окончил колледж Святой Марии, затем — Университет Британской Колумбии.
- 1963—1964 гг. — помощника по административным вопросам в МИД,
- 1964—1965 гг. — третий секретарь представительство Тринидада и Тобаго при Организации Объединённых Наций,
- 1965—1969 гг. — посольства в США,
- 1972—1973 гг. — поверенный в делах Тринидада и Тобаго в Бельгии и постоянного представительства при Европейской экономической комиссии,
- 1973—1976 гг, — посол в Либерии, Сенегале, Кот-д’Ивуаре и Гвинее, а также Верховный комиссар в Нигерии, Гане и Сьерра-Леоне с местопребыванием в Лагосе,
- 1976—1981 гг. — министр иностранных дел Тринидада и Тобаго,
- 1981—1985 гг. — министр национальной безопасности,
- 1985—1986 гг. — министр труда и кооперативов.

Затем — комиссар Межамериканской комиссии по правам человека и инспектор по делам тюрем Тринидада и Тобаго.
Долгое время был заместителем председателя партии Народное Национальное Движение.